# 디트마어 하만
디트마어 하만(독일어: Dietmar Hamann, 1973년 8월 27일 ~ )은 독일의 축구 선수이다.
하만은 아버지가 코치로 있던 바커 뮌헨의 유소년 클럽에서 축구를 시작하였고, 16살에 FC 바이에른 뮌헨의 유소년 클럽에 들어갔다. 그는 1993년 성인 팀에서 데뷔하였고, 그해 팀은 리그 우승을 차지하였다. 그러나 다음 시즌에, 로타어 마테우스, 디터 프라이 등과 같은 주전 선수들이 부상에 걸렸고, 감독은 하만을 주전으로 기용하였다. 하만은 그 해 리그에서 30경기를 소화해냈고, 팀내에서 중요한 선수로 떠올랐다. 이때 그는 수비형 미드필더 자리와 오른쪽 미드필더 자리를 번갈아가며 활약하고 있었다. 1996-1997 시즌 조반니 트라파토니가 새로운 감독이 되었고, 오른쪽 미드필더 마리오 바슬러가 영입되었는데, 하만은 이때부터 주전 수비형 미드필더로 기용되었다. 하만은 시즌 23경기에 출장하였고, 그는 팀에서 두 번째 우승을 경험하였다. 그는 또한 그 해에 독일 축구 국가대표팀에도 소집되었다. 그는 1998년 FIFA 월드컵에도 출전하였다.
그는 1998년 FIFA 월드컵 후에 뉴캐슬 유나이티드 FC로 이적하였다. 그는 뉴캐슬에서 1년을 뛰고 1999년 리버풀 FC로 이적하였는데, 리버풀에서 그는 핵심 선수가 되었다. 2000-2001년 그는 팀에서 첫 우승을 하였다. 그는 UEFA 챔피언스리그 2004-05 결승전에도 나왔는데, 그는 그 경기에서 인상적인 모습을 보여주었다.
그는 2006년 6월 리버풀과의 계약이 끝나자 볼턴 원더러스 FC와 계약을 맺었는데, 그는 그 계약을 파기시키고 7월 12일 맨체스터 시티 FC로 이적하였다. 그는 그러나 마지막 시즌 후반에 발가락 부상에 걸렸고, 2009년 7월 1일 계약이 끝나 자유계약 선수가 되었다.
그는 독일 축구 국가대표팀의 일원으로서 활약하기도 하였는데, 62경기에 출전해 5골을 넣었다.